# 치무

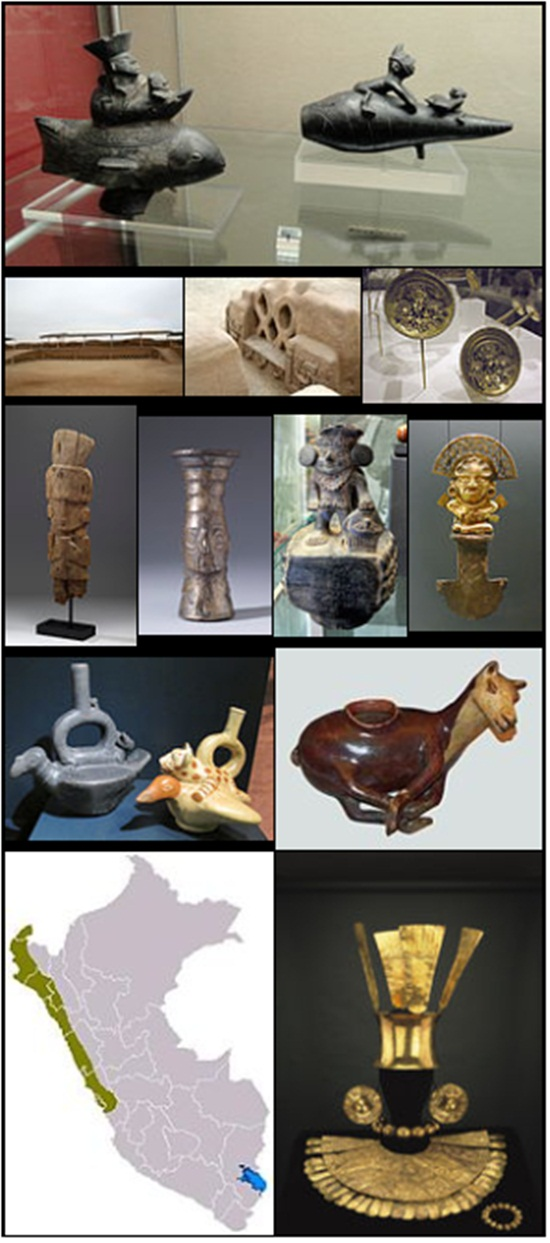

치무(Chimú [tʃi'mu], Chimor)는 선콜럼버스 시대 남아메리카의 치무 문화의 정치적 집단으로, 치무 제국 또는 치무 왕국이라고도 한다. 이 문화는 모체 문화를 계승하여 약 900년에 발생했으며 나중에 이 지역에 스페인 사람이 도착하기 50년 전인 1470년경 잉카 황제 토파 잉카 유판키에 의해 정복되었다. 치무는 중기 후기에 가장 큰 왕국으로 해안선이 1,000킬로미터(620마일)에 달했다.
치무 구전 역사에 따르면 치무의 역사는 타이카나모가 발사 뗏목을 타고 바다에서 모체 계곡에 도착하면서 시작되었다. 그곳에서 그의 후손들은 그의 아들 과크리우르를 시작으로 주변 지역을 정복했다. 과크리우르는 낮은 계곡에 대한 치무 통치를 통합했고 타이카나모의 손자인 난스엠핀코는 위쪽 계곡을 정복하여 왕국을 확장했다. 난스엠핀코는 모체 계곡의 북쪽과 남쪽 모두에서 추가 확장을 시작했다.
첫 번째 계곡은 기꺼이 힘을 합친 것으로 보이지만 시칸 문화는 정복을 통해 획득되었다. 그들은 또한 잉카 이전의 카하마르카와 와리 문화의 영향을 크게 받았다. 전설에 따르면, 찬찬(Chan Chan)의 수도는 바다를 통해 이 지역에 도착한 타이카나모(Taycanamo)에 의해 설립되었다. 치무는 잉카 제국을 막을 수 있는 마지막 왕국이었다. 그러나 잉카 정복은 1470년대 토파 잉카 유판키(Topa Inca Yupanqui)에 의해 시작되어 황제이자 타이카나모의 후손인 민찬사만(Minchançaman)을 물리치고 1493년 와이나 카팍(Huayna Capac)이 왕위를 차지했을 때 거의 완료되었다.
치무족은 페루 북부 해안의 사막 지대에 거주했다. 이 지역의 강들은 일련의 비옥한 계곡 평야를 형성했는데, 이 평야는 매우 평평하고 관개에 적합했다. 농업과 어업은 치무 경제에 매우 중요했다.
잉카와는 달리 달을 숭배하는 치무족은 달을 태양보다 더 강력하다고 여겼다. 제물은 종교의식에서 중요한 역할을 했다. 제물로 바치는 일반적인 물건이자 장인이 사용하는 물건은 현재 에콰도르 앞바다의 따뜻한 연안 해역에만 서식하는 스폰딜루스(Spondylus) 조개 껍질이었다. 바다, 강수량, 비옥함과 관련된 스폰딜루스 조개는 치무족에 의해 높은 평가와 거래를 받았으며, 조개 교환은 제국에서 중요한 경제적, 정치적 역할을 했다.
치무족은 독특한 단색 도자기와 구리, 금, 은, 청동, 툼바가(구리와 금)로 만든 고급 금속 가공으로 가장 잘 알려져 있다. 도자기는 종종 생물의 형태이거나 직육면체 병 위에 앉아 있거나 서있는 사람의 모습을 가지고 있다. 대부분의 치무 도자기의 반짝이는 검은색 마감은 산소가 점토와 반응하는 것을 방지하는 폐쇄된 가마에서 고온에서 도자기를 구워서 달성되었다.

## 같이 보기
- 모체 문화
- 찬찬